# N-230 (Spanje)
De N-230 verbindt Lleida met Vielha, Val d'Aran en Frankrijk.
De weg gaat door Benabarre, de Vall del Noguera Ribagorçana en door de Tunnel de Vielha (5.240m). De weg zal worden opgewaardeerd naar Autovía A-14.

## Afbeelding

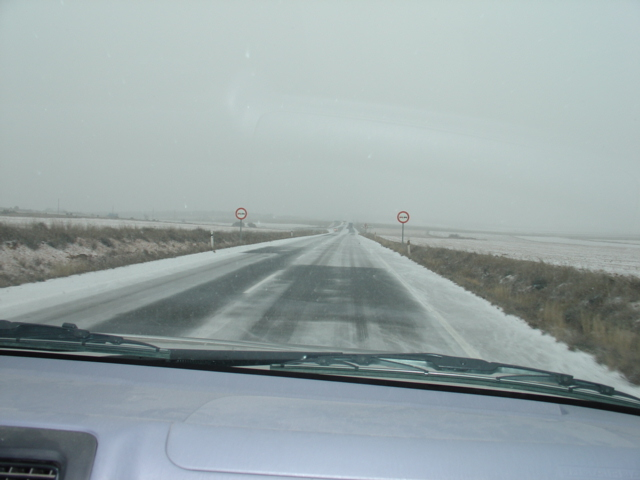
De N-230 bij Purroy de la Solana (Huesca)

Autovías:
A-1
· A-2
· A-3
· A-4
· A-5
· A-6
· A-7
· A-8
· A-9
· A-10
· A-11
· A-12
· A-13
· A-14
· A-15
· A-16
· A-19
· A-21
· A-22
· A-23
· A-24
· A-26
· A-27
· A-28
· A-30
· A-31
· A-32
· A-33
· A-34
· A-35
· A-38
· A-40
· A-41
· A-42
· A-43
· A-44
· A-45
· A-47
· A-48
· A-49
· A-50
· A-51
· A-52
· A-53
· A-54
· A-55
· A-56
· A-57
· A-58
· A-59
· A-60
· A-62
· A-63
· A-64
· A-65
· A-66
· A-67
· A-68 
· A-70
· A-72
· A-73
· A-75
· A-76
· A-77
· A-80
· A-81
· A-83
· A-91

N-Wegen:
N-102
· N-104
· N-110
· N-111
· N-113
· N-120
· N-121
· N-121a
· N-121b
· N-121c
· N-122
· N-123
· N-124
· N-135
· N-138
· N-141
· N-145
· N-152
· N-204
· N-211
· N-220
· N-225
· N-230
· N-232
· N-234
· N-236
· N-237
· N-238
· N-240
· N-260
· N-301
· N-310
· N-320
· N-322
· N-323
· N-324
· N-325
· N-330
· N-331
· N-332
· N-333
· N-334
· N-335
· N-340
· N-341
· N-343
· N-344
· N-345
· N-350
· N-351
· N-357
· N-400
· N-401
· A-402
· N-403
· N-420
· N-431
· N-432
· N-433
· N-435
· N-441
· N-442
· N-443
· N-501
· N-502
· N-521
· N-525
· N-532
· N-536
· N-540
· N-541
· N-547
· N-550
· N-551
· N-552
· N-553
· N-554
· N-557
· N-601
· N-603
· N-610
· N-611
· N-620
· N-621
· N-622
· N-623
· N-625
· N-627
· N-629
· N-630
· N-631
· N-632
· N-634
· N-635
· N-636
· N-637
· N-640
· N-641
· N-642
· N-643
· N-651

Oude benummering Autovía's (wordt ook nog gebruikt):
N-I
· N-II
· N-III
· N-IV
· N-IVa
· N-V
· N-VI